# Reidun Twarock
Reidun Twarock (, ) é uma bióloga matemática alemã da Universidade de Iorque.  É conhecida por desenvolver modelos matemáticos de vírus baseados em redes de dimensão superior.

## Formação
Twarock estudou física matemática nas universidades de Colônia e Bath. Durante seu doutorado na Technische Universität Clausthal experimentou modelos de mecânica quântica confinados à superfície de uma esfera.

## Prêmios e honrarias
- Recebeu a Medalha de Ouro IMA 2018[4]